# 川人千明
川人 千明（かわんど ちあき）は、1994年（平成6年）ミス・ユニバース日本代表。

## 来歴・人物
香川県観音寺市出身。生家は、酒造業者の『川鶴酒造』である。
1993年（平成5年）成蹊大学2年生の時、『ミス・ユニバース日本代表』に選ばれる。翌年5月、フィリピンのパサイで開催されたミス・ユニバース1994世界大会に参加。「将来、国際交流ボランティア活動などの場で活躍したい」と抱負を語っている。
1998年（平成10年）秋に結婚。